# Тальман (фахівець)
Тальма́н, таліма́н (англ. tallyman — «обліковець, лічильник»; від tally — «підрахунок, бирка», man — «особа») — особа, що веде підрахунок вантажу при навантаженні на судно і вивантаження з нього. Зазвичай до послуг тальмана вдаються при прийомі і здачі вантажів, що перевозяться по рахунку вантажних місць. У великих зарубіжних портах існують організації присяжних тальманів. На основі документів з обліку вантажів (тальманської розписки) відбувається розбір претензій і позовів, що стосуються недостачі вантажу.